# MAZ-104
Der MAZ-104 (russisch МАЗ-104, deutsche Transkription eigentlich MAS-104) ist ein Busmodell des belarussischen Fahrzeugherstellers Minski Awtomobilny Sawod, das von 1996 bis 2006 in Serie produziert wurde. Es handelt sich dabei um eine preisgünstige Ausführung des ähnlichen MAZ-103.

## Geschichte
Nach dem Zusammenbruch der Sowjetunion nahm der Fahrzeughersteller MAZ schnell Beziehungen zu westlichen Unternehmen auf, um für den osteuropäischen Markt Produkte zu fertigen, die gegenüber den importierten Fahrzeugen konkurrenzfähig sein konnten. Bereits 1992 wurde in Zusammenarbeit mit Neoplan das Modell MAZ-101 Neoplan auf den Markt gebracht, welches technisch wie optisch auf dem Niederflurmodell Neoplan N4014NF basierte. 
Allerdings verkaufte sich das Modell in den kommenden Jahren so schlecht, dass die Produktion zirka 1997 abgebrochen wurde. Hauptgrund war, dass der Preis mit 200.000 US-Dollar in einem Bereich lag, der viel zu hoch angesiedelt war. Stattdessen wurde 1996 der Nachfolger MAZ-103 vorgestellt, welcher für nur noch 40 % des ursprünglichen Preises des MAZ-101 angeboten wurde. Da trotzdem Hauptkomponenten von westlichen Herstellern verbaut wurden, waren die Busse schlagartig für einen deutlich weiteren Kundenkreis interessant geworden. Der Absatz stieg deutlich, die Produktion dauert bis heute (2014) an.
Um den Kundenkreis noch einmal zu erweitern führte man fast zeitgleich mit dem MAZ-103 den MAZ-104 ein. Dieses Modell verwendet den gleichen Aufbau und ist optisch kaum vom MAZ-103 zu unterscheiden. Der Hauptunterschied liegt darin, dass man viele technische Komponenten wie die Motoren deutlich preisgünstiger von russischen Herstellern bezog. Dadurch konnte der Neupreis der Fahrzeuge noch einmal um etwa 10.000 US-Dollar gegenüber dem MAZ-103 gesenkt werden. Die Strategie funktionierte, es konnten über die 10 Jahre Bauzeit um die 1500 Exemplare alleine von der Grundausführung abgesetzt werden, die im Nahverkehr einiger russischer Städte, aber auch zum Beispiel in Minsk im Einsatz waren beziehungsweise sind. Im Liniendienst befindet er sich heute (2014) unter anderem noch im russischen Chanty-Mansijsk.

## Modellvarianten
Nachfolgend sind die unterschiedlichen Modellvarianten angegeben, die produziert wurden. Oftmals handelt es sich nur im wenige Exemplare, die eine eigene Modellnummer bekamen, weil kleinere technische Änderungen gegenüber der Grundversion vorgenommen wurden.

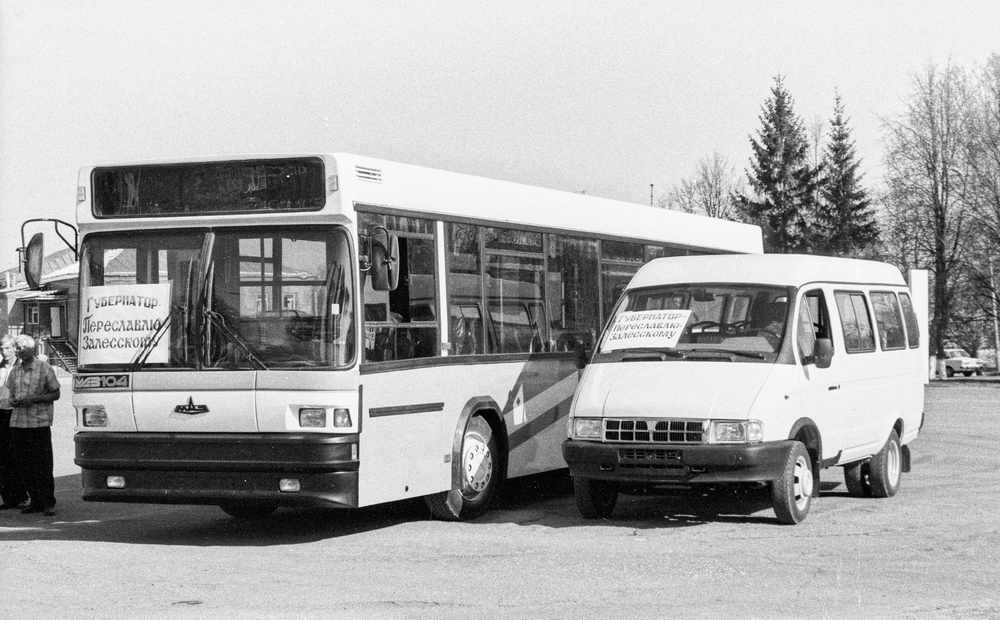
Ein MAZ-104 auf einer Präsentation in Russland, 2000

- МАЗ-104.0**
- МАЗ-104.000
- МАЗ-104.021
- МАЗ-104.025
- МАЗ-104.031
- МАЗ-104.040
- МАЗ-104.С**
- МАЗ-104.С00
- МАЗ-104.С20
- МАЗ-104.С21
- МАЗ-104.С25
- МАЗ-104.Х25

## Beschreibung
Wie auch der MAZ-103 ist der MAZ-104 als typischer Niederflurbus für den Stadt- und Vorortverkehr konzipiert. Dies lässt sich daran festmachen, dass das Fahrzeug über eine geringe Bestuhlung von nur zirka 25 Sitzplätzen verfügt, allerdings zusätzlich bis zu 100 Passagiere auf Stehplätzen befördern darf. Dies entspricht in etwa acht Menschen pro Quadratmeter Fußbodenfläche. Für einen erleichterten Ein- und Ausstieg sind drei Passagiertüren eingebaut, welche sich über ein mit Druckluft betriebenes System öffnen und schließen lassen. Im Gefahrenfalle kann via einen Notschalter im Passagierraum die Druckluft über ein Ventil aus dem System entlassen und die Türen danach von Hand einfach aufgeschoben werden.
Angetrieben wird der Bus von einem Sechszylinder Dieselmotor. In der absoluten Mehrheit der Fahrzeuge wurde ein Motor vom Typ JaMZ-236 mit 11,15 Liter Hubraum verbaut. Im Laufe der Bauzeit wurden einige verschiedene Varianten dieses Motors eingebaut, wobei die Leistung leicht variierte. Einige Fahrzeuge verfügen aber auch über einen Motor des Typs MMZ-D-260.5. Bei allen Varianten wird die Antriebskraft auf die Hinterachse übertragen.
Die Druckluftbremsanlage des Busses wirkt gleichermaßen auf die Vorder- und Hinterachse. Die Feststellbremse ist als Ersatzsystem ausgelegt. Ein Antiblockiersystem (kurz ABS) wurde in Serie verbaut, eine Antriebsschlupfregelung (ASR) konnte optional dazu bestellt werden.

## Technische Daten
Antrieb
- Motor: Sechszylinder Dieselmotor

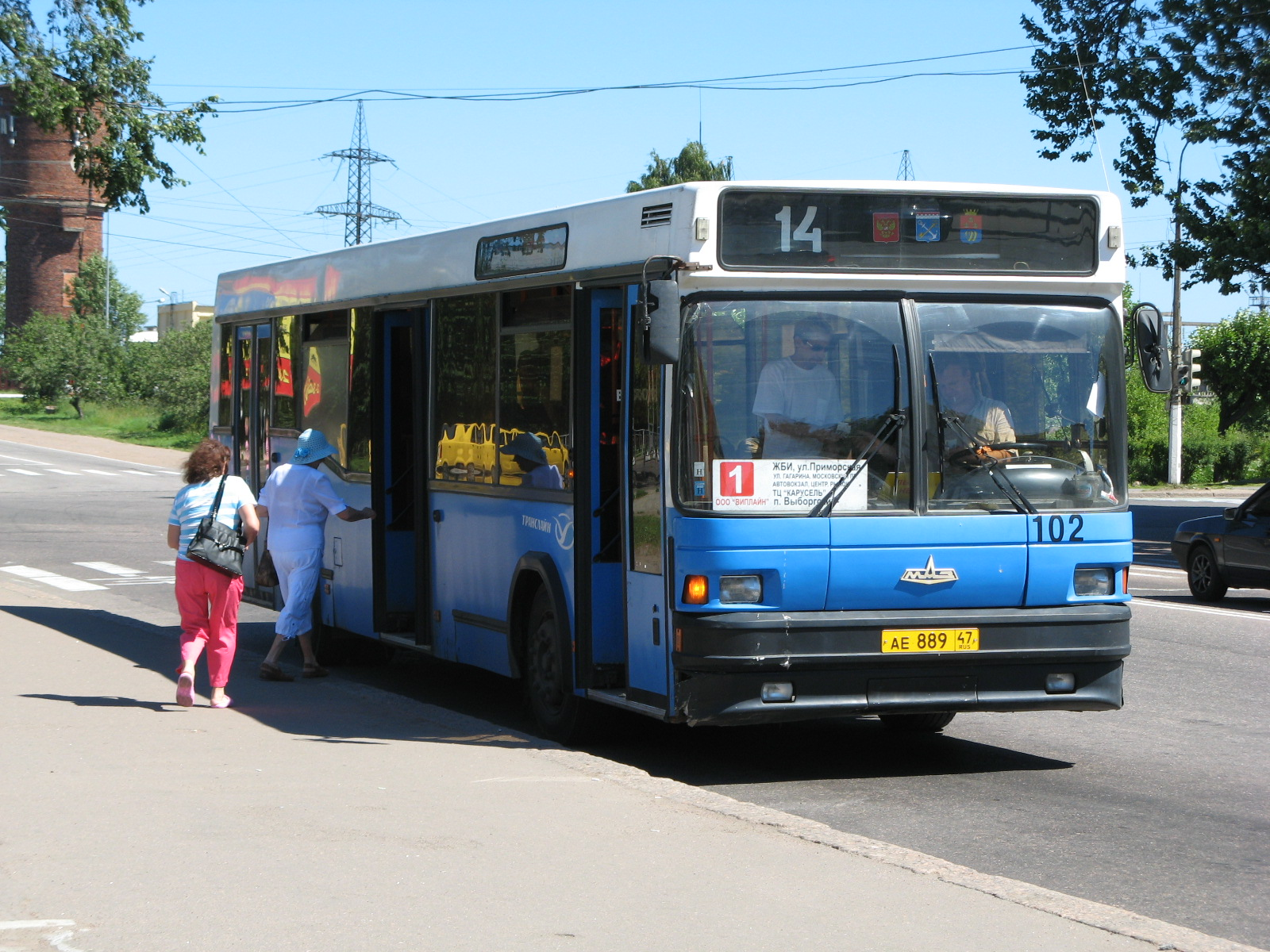
MAZ-104 in Russland, 2010

- Motortypen: JaMZ-236 (in diversen Ausführungen), MMZ-D-260.5
- Leistung: 132–169 kW bzw. 180–230 PS
- Drehmoment: 667–882 Nm
- Antriebsformel: 4x2
- Getriebe: Je nach Variante JaMZ-236P, MAZ-306, KamAZ-14, Renault g406.0, ZF 4hp 500 Ecomat oder VOITH "Diwa" 851.2
- Höchstgeschwindigkeit: 85 km/h
- Anzahl der Gänge beim manuellen Getriebe: Sechs + Rückwärtsgang
- Kupplung: Zweischeiben-Trockenkupplung

Abmessungen und Gewichtsangaben
- Länge: 12.000 mm
- Breite: 2500 mm
- Höhe: 3114 mm
- Radstand: 6000 mm
- Radstand vorne: 2000 mm
- Radstand hinten: 1820 mm
- Überhang vorne: 2605 mm
- Überhang hinten: 3380 mm
- Zulässiges Gesamtgewicht: 18.000 kg
- Achslast vorne: 6500 kg
- Achslast hinten: 11.500 kg

Sonstige Angaben
- Tankinhalt: 220 l
- Treibstoffverbrauch: 25 l Dieselkraftstoff bei einer Geschwindigkeit von 60 km/h
- betriebsfähig bei Außentemperaturen von −25 bis +35 °C
- Anzahl Sitzplätze: Je nach Version zwischen 21 und 29
- Anzahl Stehplätze: bis zu 100
- Gangbreite zwischen den Sitzen: mindestens 790 mm
- Höhe des Fußbodens: Je nach Bereich im Fahrzeug zwischen 360 und 700 mm
- Reifengröße: 11/70R22,5
- Türen: 3 Doppeltüren für Passagiere, Fahrer steigt über Passagiertüren zu
- Bordspannung: 24 V